# Gerald Kurdoğlu Nitsche
Gerald Kurdoğlu Nitsche (eigentlich Gerald Nitsche; * 18. Juni 1941 in Wien) ist ein österreichischer Künstler, der auch als Herausgeber mit dem Schwerpunkt Minderheitenliteratur und als Galerist tätig ist.

## Leben
Zur Volksschule ging Gerald Nitsche in Erpfendorf, Steinfeld in Kärnten, Oberdrauburg und Innsbruck. Anschließend wechselte er an die Hauptschule in St. Johann in Tirol und in Landeck, bevor er das Bischöfliche Gymnasium Paulinum in Schwaz besuchte. Er studierte an der Universität Innsbruck, Wien und an der Akademie der bildenden Künste Wien bei Sergius Pauser und Herbert Boeckl und an der Koninklijke Academie van Beeldende Kunsten in Den Haag. 1967 bekam Nitsche ein Diplom für Malerei und Lehramtsprüfung (BE, WE, D).
Nitsche war an den Gymnasien Landeck und Imst als Lehrer tätig, von 1978 bis 1980 und 1993 bis 1999 auch am St. Georgs-Kolleg, der österreichischen Schule in Istanbul. Im Jahre 1993 änderte Nitsche aus Protest gegen Fremdenfeindlichkeit und Rassismus seinen Namen und nahm als zweiten Vornamen Kurdoğlu an. 1990 gab er „Österreichische Lyrik – und kein Wort Deutsch“, Anthologie der Wenigerheiten, heraus und 1996 das erste interkulturelle Deutsch-Lesebuch, "Brücken" beim  Österreichischen Bundesverlag. Im gleichen Jahr gründete Nitsche den EYE-Verlag, und veröffentlichte „Literatur der europäischen Wenigerheiten“: Juden, Jenischen, Roma und Sinti, der „Gastarbeiter“, Kurden, Armenier, Basken. Nitsche porträtierte den schwarzen Zeitungsausrufer Yaşar Hayrettin Dahik in Öl.

## Ausstellungen
Seit 1962 waren Nitsches Werke in mehr als 250 Ausstellungen zu sehen, darunter zahlreiche Ausstellungen in Italien, Deutschland, Frankreich, Japan, Bosnien, Türkei, der Schweiz und Österreich.
Unter anderem
- 1994 "Farbklangraum" mit dem Tiroler Ensemble für Neue Musik Zisterne/Istanbul,
- 1996 Fujino, Japan,
- 1998 Irenenkirche/Istanbul seit 1997 Gestaltung des "Dankbaren Weges" auf der Insel Burgaz im Marmarameer,
- 2004 Palais Liechtenstein (mit Monika Migl, Gerhard Tiefenbrunn),
- 2006 „50 Jahre Malerei und Allerlei“ im Ferdinandeum Innsbruck.
- 2010 Gerald Nitsche im Mesnerhaus[3]
- 2010 Stift Klosterneuburg "Österreichische Künstler und der Berg Athos"[4]

## Auszeichnungen, Preise
- 1985 Ehrenzeichen der Stadt Landeck für Kunst und Kultur
- 1988 Landecker Kulturpreis mit Raoul Schrott (für DADA 21/22); Anerkennungspreis des Wirtschaftsministeriums für Buchgestaltung
- 2001 Dr. Reinhold Stecher–Preis
- 2005 Tiroler Friedenspreis für Dialog, 2006 Landecker Kulturpreis

## Veröffentlichungen
- Gerald Nitsche und Raoul Schrott: Dada 21/22: Musikalische Fischsuppe Mit Reiseeindrucken Eine Dokumentation über Die Beiden Dadajahre in Tirol. Haymon Verlag, 1988, ISBN 3-85218-037-6.
- Gerald Nitsche und Augustin Blazovic: Österreichische Lyrik, Und Kein Wort Deutsch: Zeitgenössische Dichtung Der Minoritäten. Haymon Verlag, 1990, ISBN 3-85218-072-4.
- Gerald Nitsche und Raoul Schrott: Dada 15/25: Post Scriptum, Oder, Die Himmlischen Abenteuer Des Hr.N Tristan Tzara. Haymon Verlag, 1992, ISBN 3-85218-117-8.
- Gerald Kurdoğlu Nitsche, Bruno Gitterle (Hrsg. und Gestaltung): Neue österreichische Lyrik und kein Wort Deutsch. Haymon Verlag, 2008, ISBN 978-3-85218-571-2 (überarbeitete und erweiterte Ausgabe des Buchs von 1990)[5]
- Beiträge zur Reihe Tiroler Identitäten (Bände 3, 5, 11)
- Gerald Kurdoglu Nitsche: Brücken. Ein interkulturelles Lesebuch. ÖBV Wien, 1995, ISBN 3-215-11603-0
- Gerald Kurdoglu Nitsche, Hannes Weinberger: Miar Óuberländr ...Mundart aus dem Tiroler Oberland. EYE Verlag, 2012, ISBN 978-3-901735-26-4
- Gerald Kurdoglu Nitsche, Bruno Gitterle (Hrsg.): Steine am Weg. Gedichte und Erzählungen. Edelsteine, Juwelen von und für unterwegs. EYE Verlag, 2017, ISBN 3-901735-29-1